# Venom (film 2018)
Venom è un film del 2018 diretto da Ruben Fleischer.
Basato sull'omonimo personaggio di Marvel Comics è il primo capitolo del media franchise e universo condiviso Sony's Spider-Man Universe (SSU) incentrato su personaggi secondari inerenti all'Uomo Ragno, il produttore Matt Tolmach ha infatti dichiarato che Venom non fa parte del Marvel Cinematic Universe (MCU).

## Trama
Mentre esplora lo spazio per cercare nuovi mondi abitabili, un'astronave appartenente alla società di bioingegneria denominata Life Foundation scopre quattro forme di vita aliene e le porta sulla Terra. Uno di questi fugge in transito, causando la caduta della nave in Malaysia, ma la Life Foundation recupera gli altri tre e li trasporta nel proprio centro di ricerca a San Francisco. Il capo della fondazione, il dottor Carlton Drake, diventa ossessionato dal legame dei simbionti con gli umani, per preparare l'umanità all'inevitabile collasso ecologico della Terra, e inizia a fare esperimenti illegali di fusione tra alieni ed umani su vagabondi, provocando numerosi morti (tra cui uno dei rimanenti simbionti), e attirando l'attenzione del giornalista investigativo Eddie Brock, che organizza un'intervista con Drake attraverso la sua ragazza Anne Weying, un avvocato affiliato alla Life Foundation. Disubbidendo alle istruzioni, Eddie affronta Drake con materiale confidenziale relativo agli esperimenti, che ha tratto dall'e-mail di Anne, portando sia al proprio licenziamento, sia a quello di Anne nonché alla fine della loro relazione sentimentale.
Sei mesi dopo, Eddie viene avvicinato da uno degli scienziati di Drake, Dora Skirth, che non è d'accordo con i metodi di Drake e vuole aiutare Eddie a denunciarlo. Con il suo aiuto, Brock irrompe nel centro di ricerca di Drake per acquisire prove dei suoi crimini e, nella perquisizione dell'edificio, scopre che Maria, una senzatetto di sua conoscenza, è diventata una delle cavie di Drake. Eddie tenta di liberarla dall'ambiente dove era segregata, ma la donna lo attacca e il simbionte che era in lei si trasferisce nel corpo di Eddie e, a causa del processo di trasferimento, la donna muore. Brock riesce a scappare, ma presto inizia a mostrare strani sintomi e si rivolge a Anne per chiedere aiuto, il tutto dentro al ristorante in cui lei e il suo fidanzato stanno pranzando, e a causa del simbionte Eddie si comporta in modo strano mangiando qualunque piatto gli capiti a tiro, arrivando a immergersi in una vasca di aragoste del locale e a mangiarne una viva con grande shock dei presenti. Il nuovo fidanzato di Anne, il dottor Dan Lewis, esamina Eddie, scoprendo il simbionte – che reputa un parassita sconosciuto – e apprendendo che è vulnerabile alle frequenze fra i 4.000 ed i 6.000 Hz e al fuoco.
Nel frattempo, Drake punisce Skirth per il suo tradimento esponendola a uno dei rimanenti simbionti, e sia lei che il simbionte rimangono uccisi. Il simbionte di Brock è l'ultimo sopravvissuto dei tre esemplari del laboratorio, ed Eddie viene attaccato dai mercenari impiegati da Drake per recuperarlo, ma esso si impossessa del corpo di Eddie, trasformandolo in una creatura mostruosa e altamente letale nel respingere e neutralizzare gli attacchi dei nemici. Prendendo rifugio in un vicino faro, il simbionte comunica con Eddie, presentandosi come Venom, e lo convince a formare un'alleanza, in modo che possa sperimentare la vita attraverso Brock, mentre Eddie si gode gli attributi superumani che il simbionte gli offre. Eddie usa le sue nuove abilità per irrompere nel suo vecchio posto di lavoro e rivelare i crimini di Drake, ma viene intercettato dai mercenari mentre esce e allora si trasforma ancora una volta in Venom riuscendo quindi a scappare. Anne lo chiama nell'ufficio di Lewis, dove Eddie scopre che il simbionte sta lentamente consumando i suoi organi interni. Anche se il simbionte afferma che fa parte della loro simbiosi e che può ripararli, Anne usa una macchina di risonanza magnetica per indebolire il simbionte abbastanza a lungo da separarlo da Eddie, che viene così facilmente catturato dagli uomini di Drake.
Alla sede della Life Foundation, Brock scopre che Drake si è unito al simbionte fuggitivo, Riot, che lo ha raggiunto, e che stanno progettando di lanciare una sonda nello spazio e portare sulla Terra milioni di simbionti per assimilare il genere umano e distruggere la Terra. Nel frattempo, Anne si lega a malincuore con Venom e irrompe nella Life Foundation per salvare Eddie, trasferendogli il simbionte con un bacio. Eddie e Venom si fondono ancora una volta e partono per fermare Drake e Riot, combattendo contro di loro sulla piattaforma di lancio della sonda. Nel violentissimo scontro Riot si dimostra ancora più potente di Venom, riuscendo infine a staccarlo dal corpo di Eddie e trafiggere mortalmente quest'ultimo. Venom, però, si riunisce all'uomo salvandolo. Mentre la sonda decolla, Venom riesce a danneggiarla, facendola esplodere, uccidendo Drake e Riot e sventando il loro piano. Poco dopo, Brock è di nuovo insieme ad Anne ed è tornato al giornalismo, mentre lavora segretamente al fianco del simbionte redento per proteggere la città dai criminali.
In una scena a metà dei titoli di coda, Eddie si prepara a intervistare il serial killer Cletus Kasady in carcere. Dopo i titoli di coda appare una scena del film Spider-Man - Un nuovo universo (2018) come evento accaduto in contemporanea in un altro universo.

## Produzione

### Regia
La produzione fece una gara per il posto da regista, in cui arrivarono alla scelta finale Ruben Fleischer e Gabriele Mainetti; Mainetti si dichiarò lontano dai toni della sceneggiatura e venne scelto Fleischer.

### Riprese
Le riprese del film si sono svolte tra il 23 ottobre 2017 e il 27 gennaio 2018, nelle città di Atlanta, New York e San Francisco.
Il budget del film è stato di 100 milioni di dollari.

## Promozione
(Tagline del film)

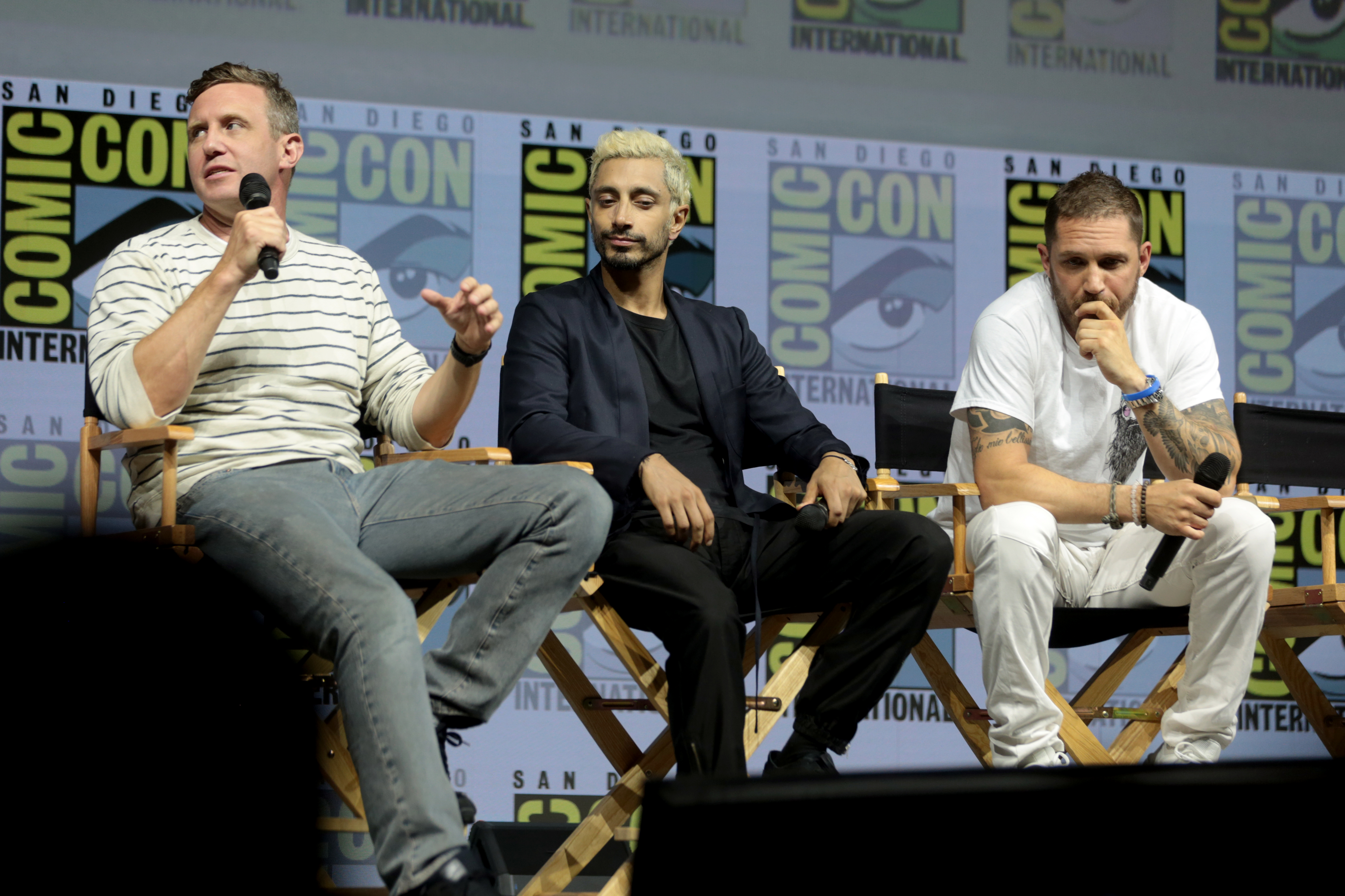
Ruben Fleischer, Riz Ahmed e Tom Hardy al San Diego Comic-Con International

Il primo teaser trailer viene diffuso l'8 febbraio 2018, mentre il 23 aprile dello stesso anno viene diffuso il trailer esteso.

## Distribuzione
La pellicola è stata distribuita nelle sale cinematografiche statunitensi a partire dal 5 ottobre 2018 ed in quelle italiane dal 4 ottobre dello stesso anno.

### Divieti
Negli Stati Uniti il film è stato vietato ai minori di 13 anni non accompagnati da adulti per la presenza di "sequenze fantascientifiche di azione violenta e linguaggio non adatto".

## Accoglienza

### Incassi
Nel primo weekend di programmazione nelle sale statunitensi, la pellicola si posiziona al primo posto del botteghino e segna il nuovo record del miglior esordio nel mese di ottobre incassando 80 milioni di dollari; anche in Italia si posiziona al primo posto con un incasso di 3,7 milioni di euro.
Il film ha incassato 213515506 $ nel Nord America e 642569645 $ nel resto del mondo, per un totale di 856085151 $ in tutto il mondo.

### Critica
Le prime recensioni della stampa sono state generalmente negative; la maggior parte di esse parla di un tipico film dei primi anni duemila, salvando solamente la prova di Hardy e le scene divertenti.
Sull'aggregatore di recensioni Rotten Tomatoes ha un indice di gradimento del 31% basato su 365 recensioni, con un voto medio di 4,5 su 10; il consenso critico del sito afferma: «Il primo film indipendente raffigura il personaggio in modi completamente sbagliati, caotico, rumoroso e con un disperato bisogno di un legame più forte con Spider Man». Su Metacritic ottiene un punteggio di 35 su 100 basato su 46 recensioni.

## Riconoscimenti
- 2018 - Los Angeles Online Film Critics Society Award
  - Candidatura per la miglior performance animata a Tom Hardy
- 2019 - MTV Movie & TV Awards[17]
  - Candidatura per il miglior bacio a Tom Hardy e Michelle Williams
- 2019 - Visual Effects Society Awards
  - Candidatura per i migliori effetti speciali ad Aharon Bourland, Jordan Walsh, Aleksandar Chalyovski e Federico Frassinelli
- 2018 - Golden Schmoes Award
  - Candidatura per la maggior delusione
- 2019 - Golden Trailer Awards
  - Candidatura per il miglior spot TV d'azione
  - Candidatura per la miglior voce in uno spot TV
  - Candidatura per il miglior messaggio naturale
- 2019 - Houston Film Critics Society Awards
  - Candidatura per il peggior film
- 2019 - Taurus World Stunt Awards
  - Miglior lavoro con un veicolo (la fuga di Eddie Brock in moto) a Jack Gill, Henry Kingi, Jalil Jay Lynch, Denney Pierce e Jimmy N. Roberts

## Sequel
Nel maggio 2018, Woody Harrelson dichiara di avere un piccolo ruolo nel primo capitolo, annunciando poi che sarà nel sequel, nel ruolo di Cletus Kasady / Carnage. Nel gennaio 2019 viene annunciato che Kelly Marcel è al lavoro sulla sceneggiatura del sequel, mentre nel giugno dello stesso anno viene confermato Tom Hardy anche per il secondo capitolo nel ruolo di Eddie Brock / Venom. Nell'agosto 2019 vengono annunciati alcuni aggiornamenti: Andy Serkis sarà il regista del film, Tom Hardy collaborerà alla sceneggiatura, Michelle Williams tornerà nel sequel e Robert Richardson viene ingaggiato come direttore della fotografia.
Nell'aprile 2020 viene annunciato il titolo del sequel, Venom - La furia di Carnage (Venom: Let There Be Carnage), la cui uscita è prevista il 25 giugno 2021. Nel marzo 2021 la data viene posticipata prima al 17 settembre 2021 poi al 24 settembre dello stesso anno.